# 科羅拉多理工大學
科羅拉多理工大學（Colorado Technical University，縮寫：CTU）是位於美國科羅拉多州科羅拉多斯普林斯的一所營利性私立大學，1965年以科羅拉多理工學院（Colorado Technical College）為名成立，本來是專門培訓退伍軍人的理工學院。1995年獲得大學地位，改現名。 該大學由職業教育公司運作，已獲得中北部學院和學校協會的教育認證，2015年《美國新聞與世界報道》未將其列入排名中。

## 外部連結
- Official Website （页面存档备份，存于）